# Atotonilco, Nayarit
Atotonilco är en ort i Mexiko.   Den ligger i kommunen Tecuala och delstaten Nayarit, i den centrala delen av landet, 700 km väster om huvudstaden Mexico City. Atotonilco ligger 12 meter över havet och antalet invånare är 810.
Terrängen runt Atotonilco är mycket platt. Runt Atotonilco är det ganska glesbefolkat, med 48 invånare per kvadratkilometer. Närmaste större samhälle är Tecuala, 2,8 km öster om Atotonilco. Trakten runt Atotonilco består till största delen av jordbruksmark.